# Macrobrachium petersii
Macrobrachium petersii is een garnalensoort uit de familie van de Palaemonidae. De wetenschappelijke naam van de soort is voor het eerst geldig gepubliceerd in 1879 door Hilgendorf.